# 中国社会科学院法学研究所
39°55′56″N 116°24′35″E / 39.932172°N 116.409672°E

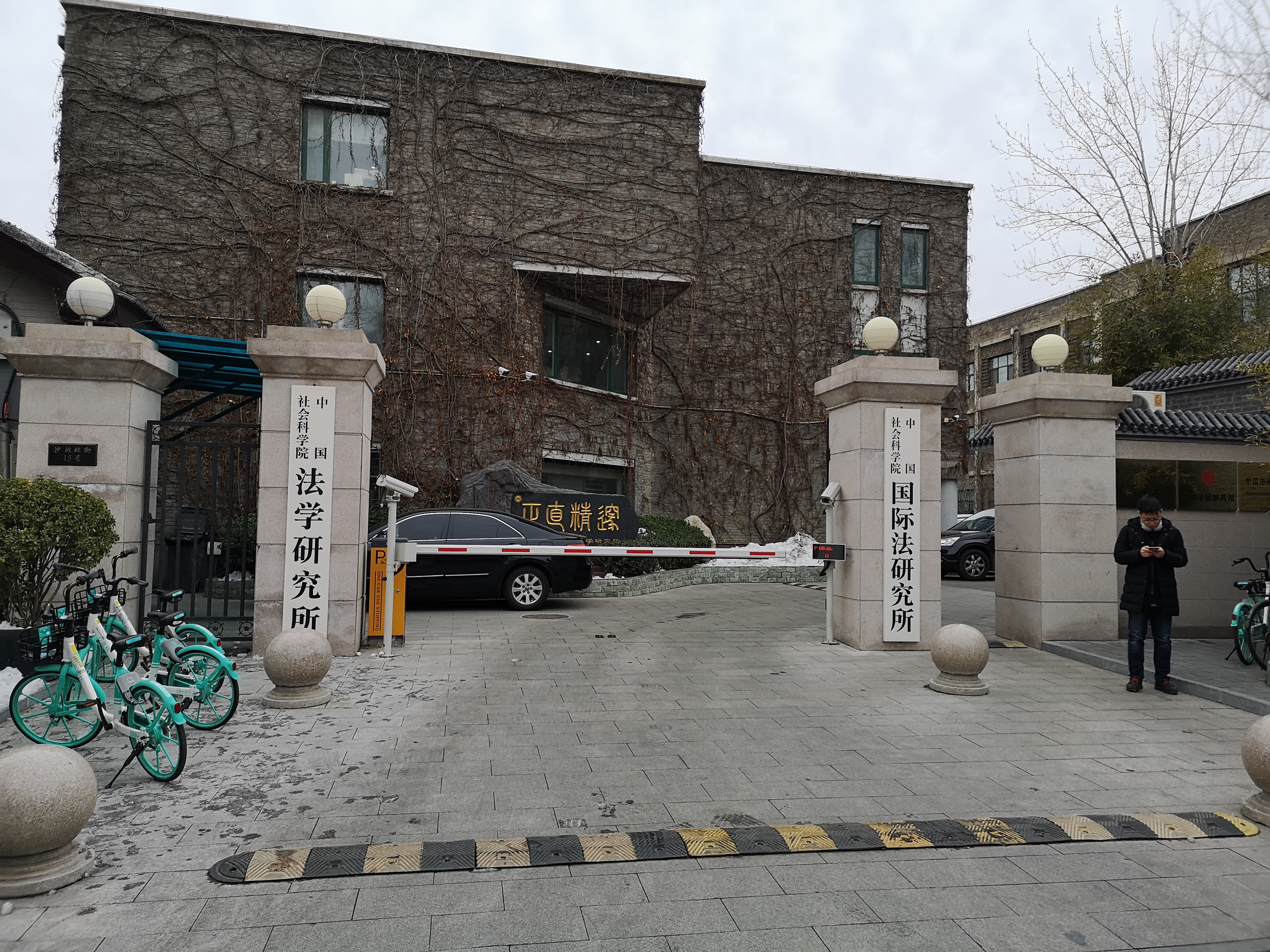
中國社會科學院法學所大門

中国社会科学院法学研究所筹建于1956年，成立于1958年，是中国国家级法学研究机构。原属中国科学院哲学社会科学部，1978年改属中国社会科学院。首任所长是法学家、政治学家、新闻学家张友渔。